# Thomas Barreiro
Thomas Rahontsiiosta Barreiro (Ithaca, 21 settembre 1989) è un lottatore canadese, specializzato nella lotta libera e greco-romana.

## Biografia
È originario di Akwesasne e fa parte dei Mohawk, una popolazione nativa nordamericana. È fratello gemello di Philip Barreiro, anche lui lottatore di livello internazionale. Si è laureato nel 2013 nell'università di Washington DC.
Ha iniziato la sua carriera nelle arti marziali all'età di 14 anni, gareggiando nella lotta libera per l'Ithaca High School, nello Stato federato di New York, negli Stati Uniti d'America. Nel 2008 ha vinto i VII North American Indigenous Games.
Nel 2014 si è dedicato alla lotta greco-romana, gareggiando per il Tristar Wrestling Club, allenato dall'olimpionico Doug Yeats. Si è laureato campione canadese nel 2018 nella categoria 97 chilogrammi.
Ha rappresentato il Canada ai Campionati panamericani del 2017 e 2018 e ai mondiali di Parigi 2017 nella categoria 98 chilogrammi.

## Palmarès
- North American Indigenous Games

Cowichan 2008: oro nella lotta libera